# 471 هـ
471 هـ هي سنة في التقويم الهجري امتدت مقابلةً في التقويم الميلادي بين سنتي 1078 و1079.

## مواليد
- قضيب البان

## وفيات
- أبو الخير الصفار
- أبو المظفر الإسفراييني
- سعد بن علي الزنجاني

- عبد القاهر الجرجاني